# Harmony (Minnesota)
Harmony és una població dels Estats Units a l'estat de Minnesota. Segons el cens del 2000 tenia 1.080 habitants.

## Demografia
Segons el cens del 2000, Harmony tenia 1.080 habitants, 477 habitatges, i 299 famílies. La densitat de població era de 365,8 habitants per km².
Dels 477 habitatges en un 24,5% hi vivien nens de menys de 18 anys, en un 51,8% hi vivien parelles casades, en un 10,1% dones solteres, i en un 37,3% no eren unitats familiars. En el 34,4% dels habitatges hi vivien persones soles el 19,7% de les quals corresponia a persones de 65 anys o més que vivien soles. El nombre mitjà de persones vivint en cada habitatge era de 2,16 i el nombre mitjà de persones que vivien en cada família era de 2,75.
Per edats la població es repartia de la següent manera: un 20,6% tenia menys de 18 anys, un 5% entre 18 i 24, un 21,2% entre 25 i 44, un 22,6% de 45 a 60 i un 30,6% 65 anys o més.
L'edat mediana era de 48 anys. Per cada 100 dones de 18 o més anys hi havia 77,1 homes.
La renda mediana per habitatge era de 30.260 $ i la renda mediana per família de 38.750 $. Els homes tenien una renda mediana de 27.188 $ mentre que les dones 22.768 $. La renda per capita de la població era de 16.859 $. Entorn del 8,4% de les famílies i el 9,8% de la població estaven per davall del llindar de pobresa.

## Poblacions més properes
El següent diagrama mostra les poblacions més properes.